# Fahrzyklus
Ein Fahrzyklus legt fest, unter welchen Bedingungen und mit welchen Geschwindigkeitsabläufen ein Fahrzeug bei der Ermittlung von Energieverbrauch bzw. Kraftstoffverbrauch und CO2-Emission betrieben wird. Dies ist Teil der Herstellerangaben und notwendig für die Zulassung und den Vertrieb von Kraftfahrzeugen.

## Allgemeines
Für einen Fahrzyklus sind Randbedingungen wie Starttemperatur, Schaltpunkte (nur Fahrzeuge mit Handschaltgetriebe), Fahrzeugvorbereitung (Konditionierung), Zuladung, Beginn der Abgasmessung und weiteres vorgegeben. Fahrzyklen sollen eine möglichst realitätsnahe Belastung produzieren, wobei es sich dabei um ein Durchschnittsprofil handelt. Der Fahrzyklus wird üblicherweise auf einem Motoren- oder Rollenprüfstand abgefahren. Das ermöglicht es, reproduzierbare und vergleichbare Ergebnisse zu erhalten. Aus Sicht der Hersteller bietet ein solcher Fahrzyklus Entwicklungssicherheit.
Der Fahrzyklus ist auch relevant für die Durchführung von Diagnosen. Er ist wesentlicher Bestandteil einer Abgasnorm.

### NEFZ, Richtlinie 70/220/EWG
Messungen im Rahmen des Neuen Europäischen Fahrzyklus (NEFZ) (englisch New European Driving Cycle (NEDC)), Richtlinie 70/220/EWG, wurden nach der Richtlinie ECE R 101 durchgeführt. Diese Richtlinie galt für Fahrzeuge mit Verbrennungsmotor, Elektrohybrid-Antrieb sowie reine Elektrofahrzeuge.
Der sogenannte „Neue Fahrzyklus“ ist jedoch schon veraltet. Mit der Verordnung (EU) 2017/1151 der Kommission vom 1. Juni 2017 erfolgte die verbindliche Einführung des neuen WLTP für die Typprüfung neuer Modelle und neuer Motorvarianten ab dem 1. September 2017 und ab dem 1. September 2018 für neu zugelassene Fahrzeuge. Die neue Verordnung wurde am 7. Juli 2017 im Amtsblatt der EU veröffentlicht und trat am 27. Juli 2017 in Kraft.
Unter einer stark wachsenden Motorisierung wurden Ende der 1960er Jahre zunächst in Deutschland und dann in Frankreich erste Abgasgrenzwerte erforderlich, die zur gemeinsamen Richtlinie 70/220/EWG vom März 1970 führten.
Im Jahr 1976 folgte auf die erste Ölkrise eine Methode der Wirtschaftskommission der Vereinten Nationen für Europa zur Messung des Kraftstoffverbrauchs, die Grundlage der DIN-Norm 70030 im Jahr 1978 wurde, nach der ein Fahrzyklus den Stadtverkehr simulierte und zusätzlich konstante Geschwindigkeiten von 90 km/h und 120 km/h auf einem Rollenprüfstand gefahren wurden. Vor dem Drittelmix wurde nach DIN 70020 ohne Fahrzyklus bei nur einer Geschwindigkeit gemessen.

Neuer Europäischer Fahrzyklus (NEFZ) 1992–2017

Mit Euro 1 ab Juli 1992 wurde der Fahrzyklus der Richtlinie 70/220/EWG über den Stadtverkehr hinaus erweitert. Beraten wird die Europäische Kommission (EC) von einem Gremium namens Motor Vehicle Emissions Group (MVEG). Der erweiterte Fahrzyklus wird Neuer Europäischer Fahrzyklus (NEFZ) genannt, englisch New European Driving Cycle (NEDC).
Seit dem Jahr 1997 muss der Kraftstoffverbrauch aus der Abgasmenge berechnet werden, die im Fahrzyklus der Abgasnorm ermittelt wird. Die daraus folgenden Angaben des Kraftstoffverbrauchs waren etwa 8 % höher als der Drittelmix. Mit der Abgasnorm Euro 3 entstand aus dem Neuen Europäischen Fahrzyklus der Modifizierte Neue Europäische Fahrzyklus (MNEFZ), bei dem zeitgleich mit dem Kaltstart bei rund 25 °C sofort die Messung beginnt, nicht wie vorher erst nach 40 Sekunden.
Im Juni 2007 wurde die Aufhebung der Richtlinie 70/220/EWG zum Januar 2013 beschlossen und der auch anderweitig definierte Fahrzyklus einer Prüfung empfohlen.
Für die Ermittlung des Verbrauchs eines Fahrzeugs müssen zunächst die Fahrwiderstände (Roll- und Luftwiderstand) des Fahrzeugs auf der Straße exakt ermittelt werden. Dann werden die gemessenen Fahrwiderstände auf einen Rollenprüfstand übertragen und dann ein genormter Fahrzyklus abgefahren. Dabei werden auch Emissionsdaten gemessen. Anschließend wird aus der Abgasemission der Kraftstoffverbrauch berechnet. Bei Elektroautos wird stattdessen die verbrauchte Energie der Batterie gemessen.
Nur zertifizierte EG-Prüflaboratorien dürfen rechtlich verbindliche Messungen durchführen. In Deutschland erfolgt die Zertifizierung durch das Kraftfahrt-Bundesamt.
Der genormte Fahrzyklus dauert insgesamt 1180 Sekunden, also knapp 20 Minuten.
Der City-Zyklus (städtische Bedingungen) dauert zwei Drittel dieser Zeit und der Überland-Zyklus (außerstädtischen Bedingungen) ein Drittel. Die Umgebungstemperatur während der Messung beträgt grundsätzlich 20 °C bis 30 °C und liegt vorher mindestens 6 Stunden lang um das abgestellte Fahrzeug vor. Kaltstartbedingung, Beschleunigungen und Verzögerungen werden erfasst und interpoliert.
Dieses Testverfahren sollte realitätsnäher als die frühere Ermittlung des Energieverbrauchs gemäß der alten DIN-Norm sein, weil beispielsweise die Kaltstartphase einige Berücksichtigung findet. Weil das gesamte Fahrzeug auf bis zu 30 °C vorgewärmt werden darf, entspricht der Kaltstart allenfalls einem fachlichen Verständnis, aber nicht dem allgemeinen Verständnis von (den Verbrauch hochtreibender) Kälte oder gar Frost. Außerdem gibt es nur wenige Vorgaben, die den Herstellern verbieten, serienferne spritsparende Möglichkeiten wie besondere Leichtlauföle oder Spritsparreifen einzusetzen. 2013 wurde eine Studie von T&E veröffentlicht, welche die von den Automobilherstellern ausgenutzten Flexibilitäten der Richtlinie auf gut verständliche Weise darstellt. Einige Beispiele dafür sind:
- Keine Nachladung der Fahrzeugbatterie während des Zyklus (mit anderen Worten: die Lichtmaschine wird während des Zyklus abgeklemmt).[13]
- Abkleben von Fugen der Außenhülle.
- Veränderung der Spur- und Sturzeinstellung der Räder.
- Erhöhter Luftdruck in den Autoreifen.
- Verwendung des minimalen Fahrzeuggewichtes.
- Abzug der 4%igen Toleranz auf den Messwert.
- Vermeidung von schleifenden Bremsen.
- Anpassung der Motorsteuerung (siehe auch Eco-Tuning)

Das führt laut T&E zu einer Differenz von 10–20 % im Verbrauch (der Bericht ist diesbezüglich uneinheitlich). Während die USA die Praxisnähe nachprüfen und dadurch zum Beispiel Hyundai-Kia 2012 für unrealistische Fahrwiderstandsangaben (Roll- und Luftwiderstand) bestraft wurde, werden in der EU die Angaben nicht hinterfragt.

### Verbrauchsangaben für Elektrohybrid-Fahrzeuge
Diese werden (Stand August 2011) anhand der ECE-Norm R 101 ermittelt. Die Formel für Plug-in-Hybridautos nach ECE-Norm R 101 lautet:
{\displaystyle C={\frac {D_{e}\cdot C_{1}+D_{av}\cdot C_{2}}{D_{e}+D_{av}}}}
mit
{\displaystyle C=} Gesamtverbrauch in l/100 km,
{\displaystyle C_{1}=} Kraftstoffverbrauch bei voll aufgeladenem Akku,
{\displaystyle C_{2}=} Kraftstoffverbrauch bei leerem Akku,
{\displaystyle D_{e}} = rein elektrische Reichweite,
{\displaystyle D_{av}=} 25 km (angenommene durchschnittliche Strecke zwischen zwei Akkuaufladungen).
Der VCD, Auto Bild und andere kritisieren dieses Verfahren vehement:

„In ihr [dieser Norm] ist für Plug-in-Hybridautos ein gut elf Kilometer langer Fahrzyklus festgelegt: eine Stadt- und eine Überlandfahrt, die die Plug-ins zweimal durchfahren – mit vollen und mit leeren Akkus. Also zuerst mit dem Elektromotor, anschließend auch mit dem Verbrenner. Über eine Formel werden beide Werte kombiniert. Problem: Weil im E-Betrieb kein Sprit verbraucht wird, fließt dieser Wert mit null ein, obwohl bei der Produktion einer Kilowattstunde 575 Gramm CO2 entstehen (Ökostrom: 40 g/kWh) und der Autofahrer den Strom bezahlen muss. […] Diese Werte liegen zwar vor, die EU-Zauberformel aber verschleiert sie. ‚Die Verbrauchsmessung muss generell verändert werden‘, fordert Nikolaus Steininger von der zuständigen EU-Behörde.“

Ein Problem bei dieser Art der Berechnung ist, dass das Plug-In-Fahrzeug im E-Betrieb keinen Kraftstoff verbraucht, sondern Elektrische Energie. Eine Angabe über den elektrischen Verbrauch in kWh pro 100 km wäre daher ebenfalls interessant. Dieser Energiebedarf wird bei der Emissionsbestimmung des Fahrzeugs mit null eingerechnet. Das trifft auf die direkte Emission des Fahrzeugs zu, jedoch muss der Kunde die Energie zusätzlich bezahlen und dazu kann, je nach gewähltem Stromvertrag, dem Grad des Ausbaus von regenerativer Stromerzeugung, und dazu auch von der Netzauslastung, auch eine CO2-Emission bei der Erzeugung durch den Energieversorger dem Kundenverbrauch zugerechnet werden. Das ist in der Norm jedoch bislang nicht abgebildet, und auch nicht so ohne Weiteres errechenbar.
Der Fehler liegt zusätzlich in der Nichtberücksichtigung der vorher eingeladenen elektrischen Energie. Dieser systemische Fehler führt deshalb zu sehr niedrigen Norm-Verbrauchswerten.
Eine ausschließliche Berücksichtigung des Schadstoffausstoßes bei der Stromproduktion (Übergang von Tank-to-Wheel zu Well-to-Wheel) würde allerdings zu einer Verzerrung zugunsten der Verbrennungsmotoren führen, da die Aufwendungen für Produktion und Transport der Flüssigkraftstoffe bisher ebenso unberücksichtigt bleiben. Außerdem würde diese Betrachtungsweise zu regional unterschiedlichen Verbrauchsangaben führen, da die Aufwendungen zur Stromproduktion und Kraftstoffherstellung regional und in verschiedenen Ländern stark differieren, vom Fahrzeughersteller aber nicht beeinflussbar sind. Vor allem aber ist durch die zunehmende Nutzung regenerativer Energien ein quasi „automatischer“ Einspareffekt bei E-Fahrzeugen gegeben, während ein Fahrzeug mit Verbrennungsmotor immer dieselbe Menge Kraftstoff pro 100 km verbrauchen und entsprechend CO2 emittieren wird, der Aufwand für die Kraftstoffproduktion aber tendenziell steigt.
Möglich wäre eine Angabe in der Norm über den Energiebedarf pro 100 km in kWh. Auch der Energiegehalt von Benzin und Diesel lässt sich in kWh angeben. Dadurch würde dann auch sichtbar, wie ineffizient die Fahrzeuge mit Verbrennungsmotor mit der Menge chemisch gespeicherter Energie umgehen.

### Realitätsbezug und Kritik
Die genormten Fahrzyklen stellen Durchschnittsprofile dar, um die Fahrzeuge untereinander vergleichen zu können. Sie stimmen oft nicht mit dem Nutzungsprofil des Kunden überein, insbesondere dann, wenn viel Kurzstrecken- und Stadtverkehr vorkommt. Der Verbrauch und die Emissionen bei der maximalen Geschwindigkeit von 120 km/h werden nur über 10 s des 20-minütigen Tests gemessen und fließen entsprechend kaum in die Durchschnittsberechnung ein. Höhere Geschwindigkeiten werden überhaupt nicht gemessen. Doch gerade bei hohen Geschwindigkeiten steigt der Luftwiderstand überproportional zur Geschwindigkeit an und erhöht dadurch maßgebend die Verbrauchswerte. Die im Zyklus durchgeführten Beschleunigungen von 0 auf 50 km/h innerhalb 26 Sekunden sind nicht realistisch, der Zyklus blendet so hohe Verbräuche und Schadstoffemissionen bei starken Beschleunigungen aus. Besonders bei Fahrzeugen mit höheren Fahrzeugmassen, z. B. SUV, ergeben sich so im Fahrzyklus deutlich geringere Verbrauchswerte als in der Praxis.
Ferner muss ein Bezug zur Abgasgesetzgebung hergestellt werden, da das gesetzlich vorgeschriebene Emissionsverhalten eines Fahrzeuges erheblichen Einfluss auf den Kraftstoffverbrauch haben kann. Daher können die genormten Kraftstoffverbrauchsangaben für dasselbe Fahrzeug in verschiedenen Staaten unterschiedlich ausfallen.
Die Verbrauchsermittlung nimmt eine energiesparende Fahrweise an. Fahrer, die diese nicht beherrschen bzw. nicht praktizieren wollen, erreichen die gemessenen Verbrauchsangaben im realen Betrieb nicht oder nur schwer. Zusatzverbraucher, insbesondere Heizung und Klimaanlage, sollen bei der Messung ausgeschaltet sein, aber der Kompressor muss weiterbetrieben werden.
Bei Fahrzeugen mit Schaltgetriebe ist im Prüfzyklus die genaue Wahl der Gänge vorgeschrieben, weil davon ausgegangen wird, dass der Durchschnittsfahrer nicht immer den verbrauchsgünstigsten Gang wählt, sondern manchmal hochtouriger fährt. Bei Fahrzeugen mit Schaltgetriebe und einer Schaltanzeige wird nach dieser geschaltet, wodurch mit deutlich geringerer Drehzahl gefahren wird und somit der Verbrauch geringer ausfällt. Bei Fahrzeugen mit Automatikgetriebe oder automatisierten Schaltgetrieben gibt es keine Vorgaben an die Wahl des Ganges, die Getriebesteuerung kann immer den verbrauchsgünstigsten Gang wählen. Vor allem handgeschaltete Fahrzeuge mit großvolumigen Motoren und/oder mit hoher Gesamtübersetzung werden so oft mit unnötig/unrealistisch hohen Drehzahlen geprüft, was zu erhöhten Messwerten gegenüber der Praxis beiträgt.
Laut einem Test des ADAC sind die Normangaben um bis zu 25 % zu optimistisch (= zu niedrig). Bei einigen Modellen lag der Mehrverbrauch bei über 40 %.

### WLTP-Messverfahren
Der englisch Worldwide harmonized Light vehicles Test Cycle (WLTC) genannte Zyklus soll Verbrauchern realitätsnähere Angaben als bisher liefern. Dieser Testzyklus ist in der EU seit dem 1. September 2017 vorgeschrieben. Die Standardisierung betrifft neben dem eigentlichen Fahrzyklus (Harmonized driving Cycle) auch die Messprozedur (= Duty Test Procedure = DTP).
| Messwert                                          | WLTP (WLTC) | NEFZ (NEDC)                                            |
| ------------------------------------------------- | --- | ------------------------------------------------------ |
| Starttemperatur 25 °C                             | Kaltstart | Kaltstart (ab Euro 3)/Kaltstart nach 40 s (bis Euro 2) |
| Zykluszeit                                        | 30 min | 20 min                                                 |
| Standzeitanteil                                   | 13 % | 25 %                                                   |
| Zykluslänge                                       | 23.250 m | 11.000 m                                               |
| Geschwindigkeit mittel                            | 46,6 km/h | 34 km/h                                                |
| Höchstgeschwindigkeit                             | 131 km/h | 120 km/h                                               |
| Antriebsleistung mittel 1)                        | 11 kW | 7 kW                                                   |
| Antriebsleistung maximal 2)                       | 42 kW | 34 kW                                                  |
| Einfluss von Sonderausstattung und Klimatisierung | Keine Klimaanlage. Sonderausstattungen für Gewicht, Aerodynamik und Bordnetzbedarf (Ruhestrom) werden berücksichtigt | Keine Berücksichtigung                                 |

### Artemis-Zyklus
Um Verbrauch und Schadstoffausstoß realistischer zu bestimmen, wurde im Rahmen eines EU-Projekts ARTEMIS (Assessment and Reliability of Transport Emission Models and Inventory Systems), der gleichnamige Zyklus (CADC, Common Artemis Driving Cycle), entwickelt, der einen Stadtanteil mit realistischen Beschleunigungen, einen Landstraßenanteil und einen Autobahnanteil enthält. Dieser ist bislang nicht verbindlich.

### WMTC (Zweiräder)
Der Worldwide Harmonized Motorcycle Emissions Certification/Test besteht seit 2009 für Zweiräder und seit 2011 mit einem überarbeiteten Schaltprofil, wobei seine Entwicklung schon 1999 durch das niederländische Umweltministerium mit dem weltweiten Motorradhersteller-Verband International Motorcycle Manufacturer Association (IMMA) begonnen worden war, der Fahrdaten lieferte; ab dem Jahr 2000 erfolgte die Entwicklung innerhalb des Weltforums für die Harmonisierung von Fahrzeugvorschriften der UNECE. Seit 2016 wird er in der EU gemäß dem Artikel 24 der EU-Verordnung 168/2013 verwendet. Durch die EU-Verordnung wird der Zyklus auch für Quads angewandt.

## Fahrzyklen international
Internationale Maßstäbe sind die Fahrzyklen der USA, Japans und Europas, das sich durch seinen synthetischen Zyklus abhebt, wogegen die anderen Zyklen aus Datenerhebungen in der Realität abgeleitet sind.
Typzulassungen in den USA erfordern in mehreren Fahrzyklen zu bestehen, die beispielsweise eine scharfe Fahrt auf dem Highway und eine Fahrt mit eingeschalteter Klimaanlage samt künstlicher Sonnenstrahlung nachbilden. Der US-Stadtzyklus FTP 75 (Federal Test Procedure) vom Jahr 1975 führt bis zum Doppelten der kritischen Schadstoffmenge im NEFZ. Seit 2008 haben die USA statt vorher zwei nunmehr fünf verschiedene Fahrzyklen, die insgesamt über 90 Minuten dauern und bei 20 °F (−7 °C) beginnen. Diese Fahrzyklen werden regulär von den Fahrzeugherstellern durchgeführt und zur Kontrolle derer Angaben zu 10–15 % im Labor der United States Environmental Protection Agency wiederholt.
Japan löste seinen früheren Fahrzyklus 10.15 um das Jahr 2010 schrittweise durch seinen neuen Zyklus JC08 ab.

## Untere Verbrauchsgrenze
Für jeden Fahrzyklus lässt sich für ein bestimmtes Fahrzeug eine theoretische untere Grenze des Energieverbrauchs {\displaystyle E_{\text{min}}} angeben. Dieser niedrigstmögliche Verbrauch würde bei verlustfreiem Antrieb und vollständiger Bremsenergierückgewinnung erreicht. Allein Roll- und Luftreibung bestimmen dann den Verbrauch
{\displaystyle E_{\text{min}}=\left(m\cdot g\cdot c_{\text{R}}+{\frac {1}{2}}\cdot \rho \cdot RCS\cdot c_{\text{w}}\cdot A\right)s_{N}}.
Die unten für einige Zyklen tabellierten {\displaystyle E_{\text{min}}}-Werte gelten für die übliche Normstrecke {\displaystyle s_{N}=100\,000~{\text{m}}}.
| Zyklus                                                       | NEFZ (NEDC) | FTP-75 | Japan JC08 | WLTP (WLTC) |
| ------------------------------------------------------------ | ----------- | ------ | ---------- | ----------- |
| {\displaystyle RCS/{\frac {{\text{m}}^{2}}{{\text{s}}^{2}}}} | 362         | 255    | 191        | 513         |
| {\displaystyle E_{\text{min}}/{\text{MJ}}}                   | 35          | 31     | 29         | 41          |
| {\displaystyle E_{\text{min}}/{\text{kWh}}}                  | 9,8         | 8,7    | 8,0        | 11,2        |
| {\displaystyle E/{\text{kWh}}}                               | 13,0        | 13,3   | 12,5       | 14,7        |

Das vorausgesetzte Fahrzeug hat ein Gewicht von {\displaystyle m=1500~{\text{kg}}}, einen Rollwiderstandskoeffizient von {\displaystyle c_{\text{R}}=0{,}015}, einen Luftwiderstandsbeiwert {\displaystyle c_{\text{w}}=0{,}25} und eine Frontfläche von {\displaystyle 2{,}4~{\text{m}}^{2}}. Die Erdbeschleunigung und die Luftdichte sind mit {\displaystyle g=9{,}81~{\text{m/s}}^{2}} bzw. {\displaystyle \rho =1{,}2~{\text{kg/m}}^{3}} eingesetzt. Die relative kubische Geschwindigkeit
{\displaystyle RCS={\frac {1}{s_{Z}}}\int _{(T)}v^{3}(t)\,{\text{d}}t}
ist ein Kennwert des Zyklus, der aus seinem Geschwindigkeits-Zeitprofil {\displaystyle v(t)} und seiner daraus folgenden Streckenlänge {\displaystyle s_{\text{Z}}} berechnet wird (Werte s.). Das Integral erstreckt sich über die Zyklusdauer {\displaystyle T}. Der Mindestverbrauch {\displaystyle E} in der letzten Tabellenzeile gilt für den Fall, dass – wie bei Verbrennungsmotoren – keine Bremsenergie zurückgespeichert wird. (Rechnung hierzu nicht dargestellt).
Der äquivalente Kraftstoffverbrauch ergibt sich mit dem Energieinhalt von 8,9 kWh in 1 Liter Benzin (s. Miles per gallon gasoline equivalent).